# St. Bonifatius (Mönchsondheim)

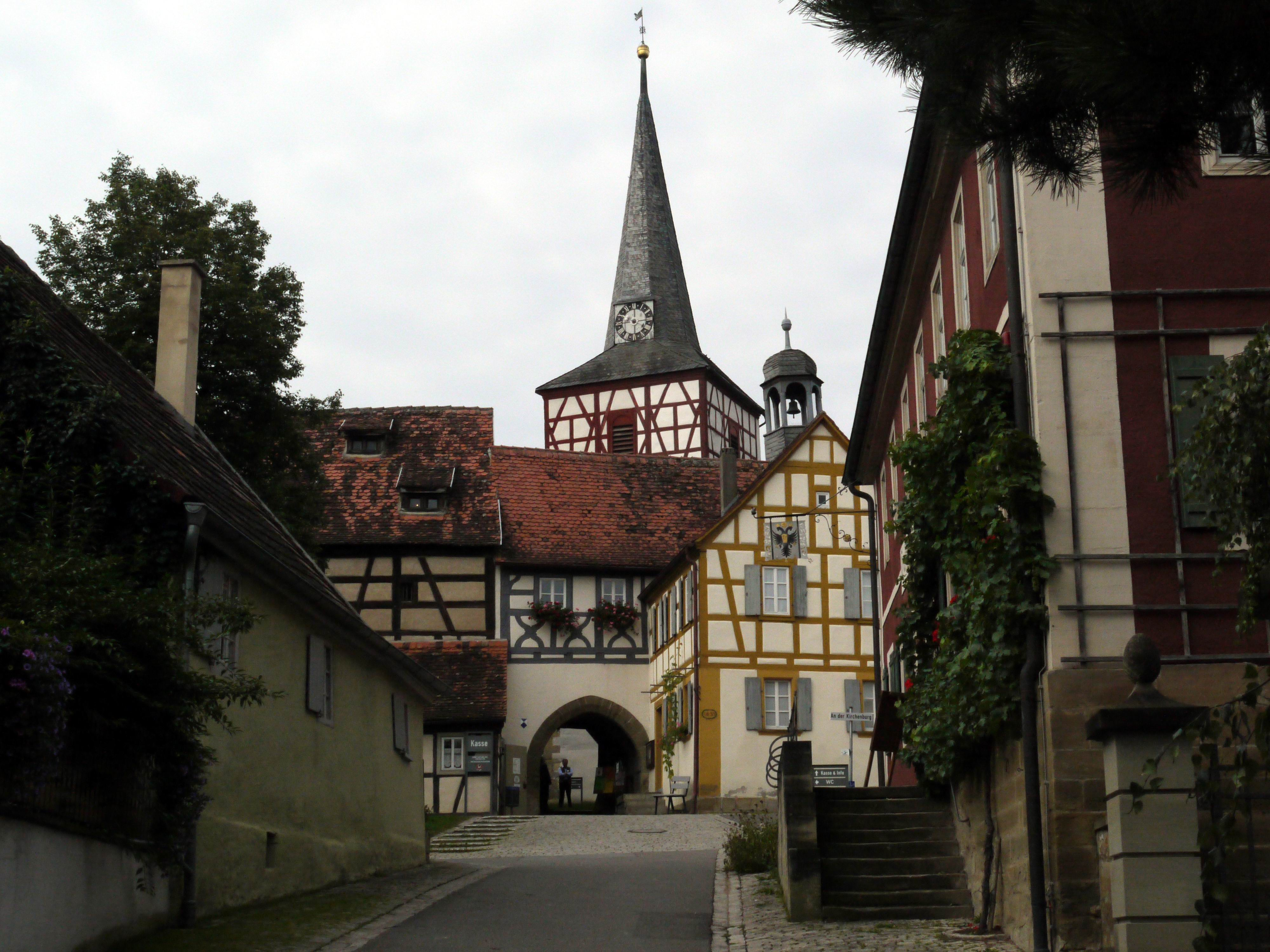
Die Kirchenburg mit der Bonifatiuskirche im Zentrum

Die evangelisch-lutherische Kirche St. Bonifatius ist die Pfarrkirche des unterfränkischen Ortes Mönchsondheim. Sie liegt heute inmitten einer fast vollständig erhaltenen Kirchenburg und bildet den Mittelpunkt des Kirchenburgmuseums Mönchsondheim. Die Kirche ist Teil des Dekanats Markt Einersheim.

## Geschichte
Die Geschichte der Kirche ist eng mit der des Dorfes verbunden. Erstmals erwähnt wurde der Ort bereits in Verbindung mit einer Kapelle, als  der Würzburger Bischof Dietrich von Homburg und sein Domkapitel im Jahr 1224 dem Benediktinerkloster in Münsterschwarzach das Patronatsrecht über die „capella in Suntheim“ bestätigten. Die Abtei am Maindreieck hatte das Recht, den Pfarrer zu bestimmen, von Fridericus von Scheinfeld erhalten.
Das Gotteshaus war bis ins Spätmittelalter Pfarrkirche geworden. Zum Aussehen dieser ersten Kirche gibt es keinerlei Hinweise, gesichert ist lediglich, dass bereits seit dem 15. Jahrhundert eine Befestigung den Bau umgab. Seit 1340 war Mönchsondheim vollständig unter der Herrschaft der Zisterziensermönche von Ebrach. Die Bewohner nahmen zwischen 1533 und 1560 die Reformation an und stellten sich unter den Schutz des Markgrafen von Ansbach-Kulmbach, obwohl ihr Dorfherr katholisch blieb.
Die konfessionellen Konflikte führten zu häufigen Streitigkeiten zwischen dem Kloster und der Markgrafschaft. Dabei kam es wohl zu einer Vernachlässigung der Kirche, deren Turm im Jahr 1638 zum Teil einstürzte. Daran hatte wahrscheinlich auch der Dreißigjährige Krieg Schuld, der viele fremde Soldaten und mit ihnen die Pest nach Mönchsondheim gebracht hatte. Nach dem Krieg blieb das Dorf lutherisch und wurde „evangelisches Klosterdorf“ von Ebrach.
Nach der Zerstörung der Kirche dauerte es 50 Jahre, bis man daranging, die Schäden auszubessern. Inzwischen wurde in der auf das 16. Jahrhundert zurückgehenden Friedhofskapelle Gottesdienst gefeiert. Im Jahr 1688 wurde die alte Kirche abgebrochen und man begann man mit einem Neubau. Die neue Mönchsondheimer Kirche wurde am 7. September 1690 vom Uffenheimer Dekan Johann Teuerlein eingeweiht.
Die Kirche erfuhr in der Folgezeit äußerlich keine Änderungen mehr. Im Jahr 1975 gründete eine Interessengruppe das Mönchsondheimer Kirchenburgmuseum, das  als Freilichtmuseum große Teile des in situ erhaltenen Altortes einnimmt und dessen Mittelpunkt die Kirche bildet. Im Jahr 1977 begann man eine umfassende Renovierung der Kirche. Sie ist vom Bayerischen Landesamt für Denkmalpflege als Baudenkmal eingeordnet.

## Architektur
Die Bonifatiuskirche ist ein schlichter geosteter Saalbau. Auf dem Chorturm an der Ostseite als massivem Rechteckbau sitzt ein Fachwerkobergeschoss. Der Turm hat schlichte, zweibahnige Rundbogenfenster und einen an die typischen Echter-Türme des 17. Jahrhunderts angelehnten Spitzhelm mit Fahne. Die Flachdecke des Langhauses weist einfachen Stuck auf.

## Ausstattung

### Altar

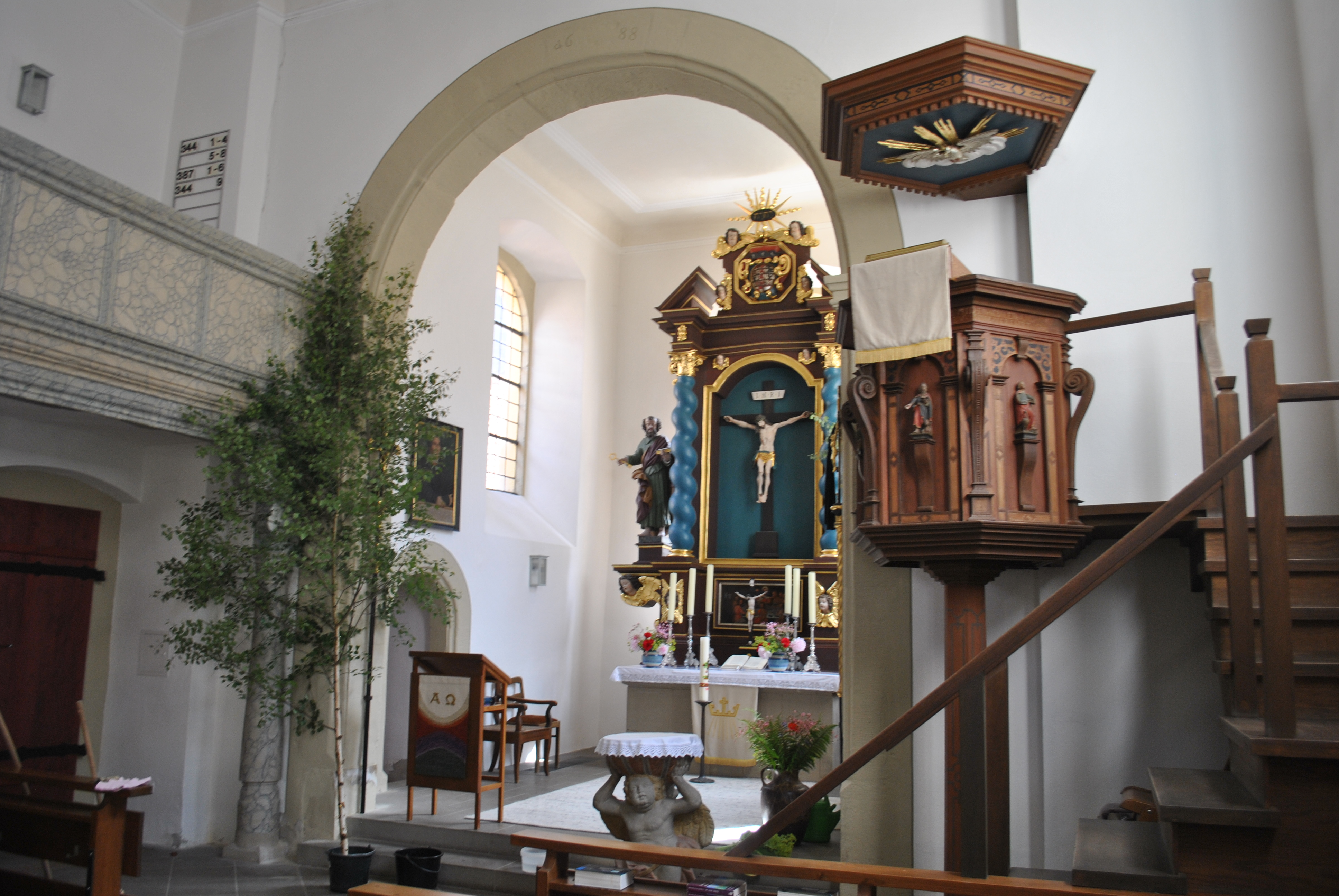
Chorraum und Kanzel in der Bonifatiuskirche

Der Altar, der den Mittelpunkt des Kircheninneren bildet, entstand bereits zur Zeit der Errichtung der Kirche um 1690. Allerdings wurde er in der Folgezeit immer wieder geändert. Bis zu einem Umbau im Jahr 1844 hatte er ein klassisches Altarblatt mit einer Kreuzigungsszene. Später wurde statt des Bildes die Kanzel angebracht und es entstand ein in protestantischen Kirchen weit verbreiteter Kanzelaltar.
Im Jahr 1954 wurde dieser Umbau wieder rückgängig gemacht. Da das alte Bild verkauft worden war, beauftragte man einen Münchner Künstler, eine moderne Version der Auferstehung anzufertigen. Auch dieses Bild wurde bald wieder entfernt und ein schlichtes Kruzifix angebracht. Im Jahre 2004 revidierte man diese Entscheidung erneut und das Auferstehungsbild der 1950er Jahre kam zurück.
Der Altar, der den Chor der Kirche ausfüllt, hat einen zweisäuligen Aufbau und die beiden vollplastischen lebensgroßen Figuren der Heiligen Petrus (links) und Paulus (rechts)  auf als Puttenköpfen gestalteten Basen. Statt einer Predella befindet sich unten eine Inschriftentafel. Der Auszug wird von mehreren Engelsfiguren eingerahmt und vom Auge der Vorsehung überragt.

### Weitere Ausstattung
Die mit der Jahreszahl 1613 bezeichnete Kanzel ist älter als der Altar und wurde aus der Vorgängerkirche übernommen. Sie ist aus Holz und trägt in den Ädikulanischen die Figuren der Evangelisten. Sie befindet sich am rechten Chorbogenpfeiler, war aber zeitweise am Altar angebracht. Über der Kanzel hängt ein Lutherporträt. Die Kirche hat auf drei Seiten Emporen. Dort  befindet sich auch die Orgel. Der barocke Taufstein mit derb gearbeiteten Puttenköpfen kam 1713 in das Gotteshaus.